# 美郷町立田代小学校
美郷町立田代小学校（みさとちょうりつ たしろしょうがっこう）は、かつて宮崎県東臼杵郡美郷町西郷田代にあった公立の小学校。
2021年（令和3年）3月末をもって閉校し、美郷町立西郷義務教育学校に統合された。

## 概要
歴史
1874年（明治7年）に「田代小学校」として創立。2019年（平成31年／令和元年）には創立145周年を迎えた。2021年（令和3年）3月末に閉校し、147年の歴史に幕を下ろした。
校章
1915年（大正4年）制定。
校歌
1953年（昭和28年）制定。作詞は小嶋政一郎、作曲は海老原吉之による。歌詞は3番まであり、2番の歌詞中に校名の「田代」が登場する。
通学区域
「峰、和田、上野原、花水流、若宮、小川、仮迫、坂本、下区、立石」。中学校区は美郷町立西郷中学校であった。

## 沿革
- 1874年（明治7年）9月15日 - 大雄寺の一隅を仮校舎として「第五大学区第二十六番中学校区第六十三番田代小学」として開校。
- 1878年（明治11年）9月 - 坂本分教場を設置。
- 1879年（明治12年）9月29日 - 「田代小学校」に改称。
- 1886年（明治19年）4月 - 小学校令施行により、簡易科（3年制）を設置の上、「簡易田代小学校」に改称。
- 1889年（明治22年）5月1日 - 町村制施行により、東臼杵郡4村（田代・小原・立石・山三ケ）が合併の上、「西郷村」が発足。
- 1890年（明治23年）10月7日 - 尋常科（4年制）を設置の上、「尋常田代小学校」に改称。
- 1892年（明治25年）
  - 4月 - 「田代尋常小学校」に改称。
  - 5月 - 坂本分教場が分離の上、坂本尋常小学校として独立。
- 1900年（明治33年）8月 - 高等科を併置の上、「田代尋常高等小学校」に改称。
- 1908年（明治41年）4月 - 改正小学校令により、尋常科（義務教育年限）が4年制から6年制に改められる。これにより、旧高等科1年を尋常科5年、旧高等科2年を尋常科6年、旧高等科3年を高等科1年、旧高等科4年を高等科2年に改める。
- 1915年（大正4年）6月1日 - 校章を制定。
- 1922年（大正11年）4月 - 「西郷尋常高等小学校」に改称。
- 1927年（昭和2年）12月 - 最終所在地に移転。
- 1940年（昭和15年）4月1日 - 「西郷村田代尋常高等小学校」に改称。
- 1941年（昭和16年）4月1日 - 国民学校令施行により、「西郷村田代国民学校」に改称。尋常科を初等科に改める。
- 1947年（昭和22年）- 学制改革が行われる（六・三制の実施）。
  - 4月1日 - 国民学校初等科が、新制小学校「西郷村立田代小学校」に改組・改称。
  - 5月8日 - 国民学校高等科は、青年学校普通科とともに、新制中学校「西郷村立西郷東中学校[1]」に改組・改称。青年学校校舎および小学校教室一部を使用。
  - 12月 - PTAが発足。
- 1954年（昭和29年）6月 - へき地学校に準ずる学校に指定される。
- 1961年（昭和36年）9月 - プールが完成。
- 1962年（昭和37年）9月 - 校歌を制定。校門を移転。
- 1963年（昭和38年）11月 - ミルク給食を開始。
- 1971年（昭和46年）4月 - 完全給食を実施。
- 1975年（昭和50年）
  - 2月 - 体育館が完成。創立100周年記念式典を挙行、および記念築山が完成。
  - 4月1日 - 西郷村立坂本小学校を統合。
  - 8月 - 新プールが完成。
- 1987年（昭和62年）3月18日 - 日向灘地震の発生により、北校舎が破損する。
- 1988年（昭和63年）4月 - 新校舎が完成し、供用開始。
- 1998年（平成元年）4月1日 - へき地見直しにより、特地に指定される。
- 1991年（平成3年）8月 - 相撲土俵を移転。
- 1992年（平成4年）10月 - みどりの少年団を結成。
- 1995年（平成7年）2月 - 創立120周年記念式典を挙行。玄関上に校章を設置。
- 2006年（平成18年）1月1日 - 「美郷町田代小学校」（最終名）に改称。
- 2008年（平成20年）4月1日 - 美郷町立小八重小学校を統合。
- 2011年（平成23年）7月 - 体育館の耐震工事が完了。
- 2012年（平成24年）3月 - 多目的倉庫（ログハウス）が完成。
- 2013年（平成25年）4月1日 - 特別支援学級「ぐんぐん教室」を設置。
- 2014年（平成26年）4月1日 - 通級指導教室「チャレンジ教室」・「スマイル教室」を設置。
- 2016年（平成28年）9月 - 第1回幼小中（田代幼稚園・田代小学校・西郷中学校）合同運動会を開催。
- 2018年（平成30年）
  - 10月 - いらかぶ復活プロジェクトを開始。
  - 11月 - 校庭のセンダンの木５本を伐採。
- 2021年（令和3年）
  - 2月13日 - 閉校式を挙行。
  - 3月31日 - 閉校。美郷町立西郷義務教育学校（義務教育学校）に統合される。

旧・坂本小学校
- 1878年（明治11年）9月 - 「田代小学校 坂本分教場」が設置される。
- 1886年（明治19年）4月 - 「簡易田代小学校 坂本分教場」に改称。
- 1890年（明治23年）10月7日 - 「尋常田代小学校 坂本分教場」に改称。
- 1892年（明治25年）5月 - 田代小学校から分離の上、「坂本尋常小学校」として独立。
- 1899年（明治32年）- 校舎を改築。
- 1901年（明治34年）8月 - 校舎を増築。
- 1941年（昭和16年）4月 - 国民学校令施行により、「西郷村坂本国民学校」に改称。
- 1943年（昭和18年）9月 - 校舎を増築。
- 1947年（昭和22年）4月1日 - 学制改革（六・三制の実施）により、新制小学校「西郷村立坂本小学校」（最終名）に改組・改称。
- 1949年（昭和24年）- 校歌を制定。
- 1953年（昭和28年）9月 - 校舎を新築。
- 1962年（昭和37年）5月 - ミルク給食を開始。
- 1968年（昭和43年）- プールが完成。
- 1970年（昭和45年）1月 - へき地集会所（体育館）が完成。
- 1971年（昭和46年）4月 - 完全給食を開始。
- 1975年（昭和50年）3月31日 - 西郷村立田代小学校への統合により、閉校。

旧・山瀬小学校
- 1881年（明治14年）4月 - 「山三箇小学校」として創立。
- 1886年（明治19年）- 小学校令施行により、簡易科（3年制）を設置の上、「簡易山三箇小学校」に改称。
- 1889年（明治22年）5月1日 - 東臼杵郡4村（田代・小原・立石・山三ケ）が合併の上、「西郷村」が発足。
- 1890年（明治23年）- 尋常科（4年制）を設置の上、「尋常山三箇小学校」に改称。
- 1892年（明治25年）4月 - 「山三箇尋常小学校」に改称。
- 1895年（明治28年）4月 - 島戸尋常小学校を分離。
- 1938年（昭和13年）5月 - 小学校2校（山三箇・島戸）を統合の上、「第三西郷尋常高等小学校」に改称。
- 1940年（昭和15年）- 「西郷村山三箇尋常高等小学校」に改称。
- 1941年（昭和16年）4月 - 国民学校令施行により、「西郷村山三箇国民学校」に改称。
- 1947年（昭和22年）4月 - 学制改革（六・三制の実施）により、「西郷村立山三箇小学校」に改称。長崎分校を設置。
- 1948年（昭和23年）4月 - 「西郷村立山瀬小学校」（最終名）に改称（大字山三ケ村の一部が分離の上、東臼杵郡南郷村に編入）。
- 1981年（昭和56年）3月 - 創立100周年記念式典を挙行。新校舎が完成。
- 1987年（昭和62年）3月31日 - 長崎分校が休校となる。
- 2003年（平成15年）3月31日 - 閉校。122年の歴史に幕を下ろす。長崎分校も廃止される。閉校後、同地区（西郷山三ヶ（上・中区））の児童は隣町の諸塚村への委託により、諸塚村立諸塚小学校に通学することとなっている[2]。
  - 最終所在地 - 宮崎県東臼杵郡美郷町西郷区山三ヶ4175番地

旧・小八重小学校
- 1894年（明治27年）3月31日 - 「柳ヶ迫尋常小学校」として創立。
- 実施年不詳 - 高等科を併置の上、「柳ヶ迫尋常高等小学校」に改称。
- 1938年（昭和13年）3月28日 - 「第二西郷尋常高等小学校」に改称。
- 1940年（昭和15年）3月25日 - 「西郷村小八重尋常高等小学校」に改称。
- 1941年（昭和16年）4月1日 - 国民学校令施行により、「西郷村立小八重国民学校」に改称。
- 1947年（昭和22年）- 学制改革が行われる（六・三制の実施）。
  - 4月1日 - 国民学校初等科は、新制小学校「西郷村小八重小学校」に改組・改称。
  - 5月1日 - 最終所在地に移転を完了。
  - 5月8日 - 国民学校高等科が青年学校普通科とともに、新制中学校「西郷村立小八重中学校」に改組・改称。小学校に併設される。
  - 6月30日 - 西郷村議会の議決により、小八重中学校が「西郷村立西郷西中学校[1]」に改称。
- 2006年（平成18年）1月1日 - 美郷町の発足により、「美郷町立小八重小学校」（最終名）に改称。
- 2008年（平成20年）3月31日 - 美郷町立田代小学校への統合により閉校。

## 交通
最寄りのバス停留所
- 宮崎交通バス「田代学校下」バス停

最寄りの幹線道路
- 国道386号

## 周辺
- 美郷町役場 本庁
- 美郷町社会福祉協議会
- 美郷町商工会
- 美郷町国民健康保険西郷病院
- 日向警察署西郷警察官駐在所
- 美郷町立西郷義務教育学校（旧・美郷町立西郷中学校）
- 田代保育所
- 西郷弓道場
- 西郷郵便局
- 田代稲荷神社

## 参考資料
- 「西郷村史」（西郷村役場, 1964年（昭和39年）1月1日発行）